# Římskokatolická farnost Skorotice
Římskokatolická farnost Skorotice (lat. Garticium) je církevní správní jednotka sdružující římské katolíky na území městské části Skorotice a v jejím okolí. Organizačně spadá do ústeckého vikariátu, který je jedním z 10 vikariátů litoměřické diecéze.

## Historie farnosti
Již kolem roku 1300 byla ve farní lokalitě plebánie. Matriky jsou vedeny od roku 1652.

### Duchovní správcové vedoucí farnost
Začátek působnosti jmenovaného v duchovní správě farnosti od:
- 1685 Ioann. Canile
- 1686 Franc. Fock
- 1773 Ioann. Cas. Bretfeld
- 1777 Wenc. Leop. Eques Chlumczansky, n. 15.11.1749 Hoštice, o. 13.12.1772, † 14.6.1830
- 1779 Jos. Eques de Furtenburg
- 1803 Franc. Siegert
- 1813 Jos. Eques de Furtenburg, n. 8.10.1745 Praha, o. x.5.1770, † 16.5.1824
- 1825 Franc. Sehrich, n. 8.9.1775 Keicens., o. 3.9.1801, † 15.5.1845
- 1846 Car. Packert, n. 21.5.1801 Leipa, o. 4.9.1827, † 29.1.1855
- 1856 Vinc. Schlein, n. 18.11.1803 Leitmeritz, o. 4.9.1827, † 15.1.1878
- 1879 Anton. Svoboda, n. 3.1.1828 Schallan, o. 25.7.1854, † 15.8.1888
- 1889 par. vacat, admin. int. Franc. Styčka
- 1890 Wenc. Liessner, n. 28.8.1844 Neudorf, o. 15.7.1868, † 1.3.1921
- 1904 par. vacat admin. interc. Franc. Havlík
- 1905 Ferd. Wenzel, n. 23.1.1868 Lipae, o. 24.5.1891, † 17.9.1928
- 1909 par. vacat admin. interc. Joann. Reissig
- 1910 Leon. Vláčil, n. 6.9.1863 Brodec, o. 20.3.1886
- 1914 Jos. Pfeifer, n. 28.5.1875 Saarbrücken (D), o. 8.12.1903, † 31.8.1929
- 1929 Leo Arlt, n. 3.12.1891 Nemschen, o. 10.10.1915
- 1941 par. vacat admin. interc. Erich Goldhammer
- 1.8.1941 Erich Goldammer, n. 20.6.1909 Gablonz, o. 29.6.1933
- 1.6.1946 Antonín Chramosta
- 1.9.1948 František Kubaš
- 1.7.1951 Alois Josef Peterka O. Praem.
- 1.10.1951 Adolf Štegner
- 15.12.1951 Antonín Mikel
- 1.8.1994 Antonín Sporer
- 1.7.1999 Pavel Jančík
- 1.7.2002 Miroslav Šimáček, admin. exc. z Ústí nad Labem
- 15.7.2025 Martin Davídek, admin. exc. z Ústí nad Labem[3]

Kromě kněží stojících v čele farnosti, působili ve farnosti v průběhu její historie i jiní kněží. Většinou pracovali jako farní vikáři, kaplani, katecheté, výpomocní duchovní aj.

## Území farnosti
Do farnosti náleží území těchto obcí:
- Skorotice (Gartitz[p 2])
- Arnultovice (Arnsdorf[p 2])
- Bánov (Bohna[p 2])
- Bukov (Bokau[p 2])
- Božtěšice (Postitz[p 2])
- Dělouš (Tillisch[p 2])
- Habrovice (Johnsdorf[p 2])
- Chuderovec (Kleinkaudern[p 2])
- Kamenice (Kamnitz[p 2])
- Neznabohy (Niesenbahn[p 2])
- Podhoří (Deutsch Neudörfel[p 2])
- Roudné (Raudney[p 2])
- Spiegelsberg (místní část Bukova) (Spiegelsberg[p 2])
- Strážky (Troschig[p 2])
- Studánka (Schönborn[p 2])
- Střížovice (Strisowitz[p 2])
- Všebořice (Schöbritz[p 2])

## Římskokatolické sakrální stavby a místa kultu na území farnosti
| | Fotografie | Stavba                    | Místo       | Bohoslužby                                                                        | Zeměpisné souřadnice            | Status          | Číslo kulturní památky                      |
| Kostely | Kostely    | Kostely                   | Kostely     | Kostely                                                                           | Kostely                         | Kostely         | Kostely                                     |
| --- | ---------- | ------------------------- | ----------- | --------------------------------------------------------------------------------- | ------------------------------- | --------------- | ------------------------------------------- |
| 1. |            | Kostel sv. Václava        | Skorotice   | bližší informace o bohoslužbách                                                   | 50°41′23″ s. š., 14°0′27″ v. d. | farní kostel    | 42686/5-242 (Pk•MIS•Sez•Obr•WD) (Q15975143) |
| 2. |            | Kostel Všech svatých      | Arnultovice | bližší informace o bohoslužbách                                                   | 50°42′47″ s. š., 14°2′44″ v. d. | filiální kostel | 42896/5-209 (Pk•MIS•Sez•Obr•WD) (Q25455166) |
| 3. |            | Kostel sv. Mikuláše       | Všebořice   | Pravoslavná církevní obec v Ústí n.L. Archivováno 12. 8. 2020 na Wayback Machine. | 50°41′ s. š., 13°59′36″ v. d.   | filiální kostel | 42431/5-279 (Pk•MIS•Sez•Obr•WD) (Q18042501) |
| Kaple |            |                           |             |                                                                                   |                                 |                 |                                             |
| 4. |            | Kaple                     | Božtěšice   | bohoslužby příležitostně                                                          | 50°41′27″ s. š., 14°1′20″ v. d. | kaple           | —                                           |
| 5. |            | Kaple                     | Habrovice   | bohoslužby příležitostně                                                          | 50°42′13″ s. š., 14°0′8″ v. d.  | kaple           | —                                           |
| 6. |            | Kaple sv. Floriána        | Strážky     | bližší informace o bohoslužbách                                                   | 50°42′23″ s. š., 14°0′57″ v. d. | kaple           | —                                           |
| 7. |            | Kaple Nejsvětější Trojice | Neznabohy   | bohoslužby příležitostně                                                          | 50°42′25″ s. š., 14°1′55″ v. d. | obecní kaple    | —                                           |
| Zaniklé sakrální stavby |            |                           |             |                                                                                   |                                 |                 |                                             |
| 8. |            | Kaple Nejsvětější Trojice | Dělouš      | nelze sloužit                                                                     |                                 | zbořená kaple   | —                                           |
| Některé drobné sakrální stavby a pamětihodnosti lze dohledat zde v databázi Drobné sakrální památky Zaniklé sakrální stavby lze dohledat zde v databázi Poškozené a zničené kostely, kaple a synagogy v České republice |            |                           |             |                                                                                   |                                 |                 |                                             |

Ve farnosti se mohou nacházet i další drobné sakrální stavby, místa římskokatolického kultu a pamětihodnosti, které neobsahuje tato tabulka.

## Příslušnost k farnímu obvodu
Z důvodu efektivity duchovní správy byl vytvořen farní obvod (kolatura) farnosti Ústí nad Labem, jehož součástí je i farnost Skorotice, která je tak spravována excurrendo.